# Matthias Sommer
Matthias Sommer, né le 3 décembre 1991 à Witten, est un bobeur allemand.

## Palmarès

### Jeux olympiques
- : médaillé de bronze en bob à deux aux Jeux olympiques d'hiver de 2022 à Pékin  Chine.

### Championnats monde
- : médaillé d'or en bob à 4 aux championnats monde de 2025.

### Coupe du monde
- 10 podiums  : 
  - en bob à 2 : 1 troisième place.
  - en bob à 4 : 4 victoires, 5 deuxièmes places et 1 troisième place.

#### Détails des victoires en Coupe du monde
| Édition   | Bob à 2 | Bob à 4                     |
| 2023-2024 |         | Lake Placid                 |
| 2024-2025 |         | Altenberg Saint-Moritz Igls |